# Късопръст ястреб
Късопръстият ястреб (Accipiter brevipes) е сравнително дребен представител на семейство Ястребови (Accipitridae). Дължината на тялото му е 30 – 38 cm, размаха на крилете 63 – 80 см и тежи между 150 и 270 гр.
Подобен на малкия ястреб, но за разлика от него има черни върхове на крилата, които го правят лесен за определяне. Ирисът е тъмен. Бузите също.

## Разпространение
Прелетна птица. Среща се в Европа (включително България), Азия и Африка. Обитава гористи местност в околностите на езера и реки, в предпланините и основно в равнините. На територията на България е странстващ и мигриращ вид.

## Начин на живот и хранене
Храната на ястреба е разнообразна. Той е хищна птица, храни се с дребни животни, птици, гущери, насекоми. Най-често ловува следобед и привечер, като лети ниско над земята (1 – 5 метра).

## Размножаване
Гнезди по дърветата. Снася 3 – 5 яйца. Мъти 30 – 35 дни. Годишно отглежда едно люпило. Малките напускат гнездото след месец и половина, но още известно време се придържат в близост и нощуват там. През 2011 година за първи път в България има случай на размножаване в неволя в Спасителния център за диви животни – Зелени Балкани.

## Природозащитен статут
- Червен списък на световнозастрашените видове (IUCN Red List) – Незастрашен (Least Concern LC)[2]

На територията на България е защитен вид и е включен в Червената книга.